# 枫溪大桥
枫溪大桥（也称为株洲湘江六桥）是中国湖南省株洲市的一座跨过湘江的公路桥梁，桥型为双塔单跨自锚式悬索桥，主跨300米，桥梁全长1429米，主桥570米，引桥859米。2013年7月15日开工建设，2016年11月13日投入使用。